# Lorenzo Mavilis

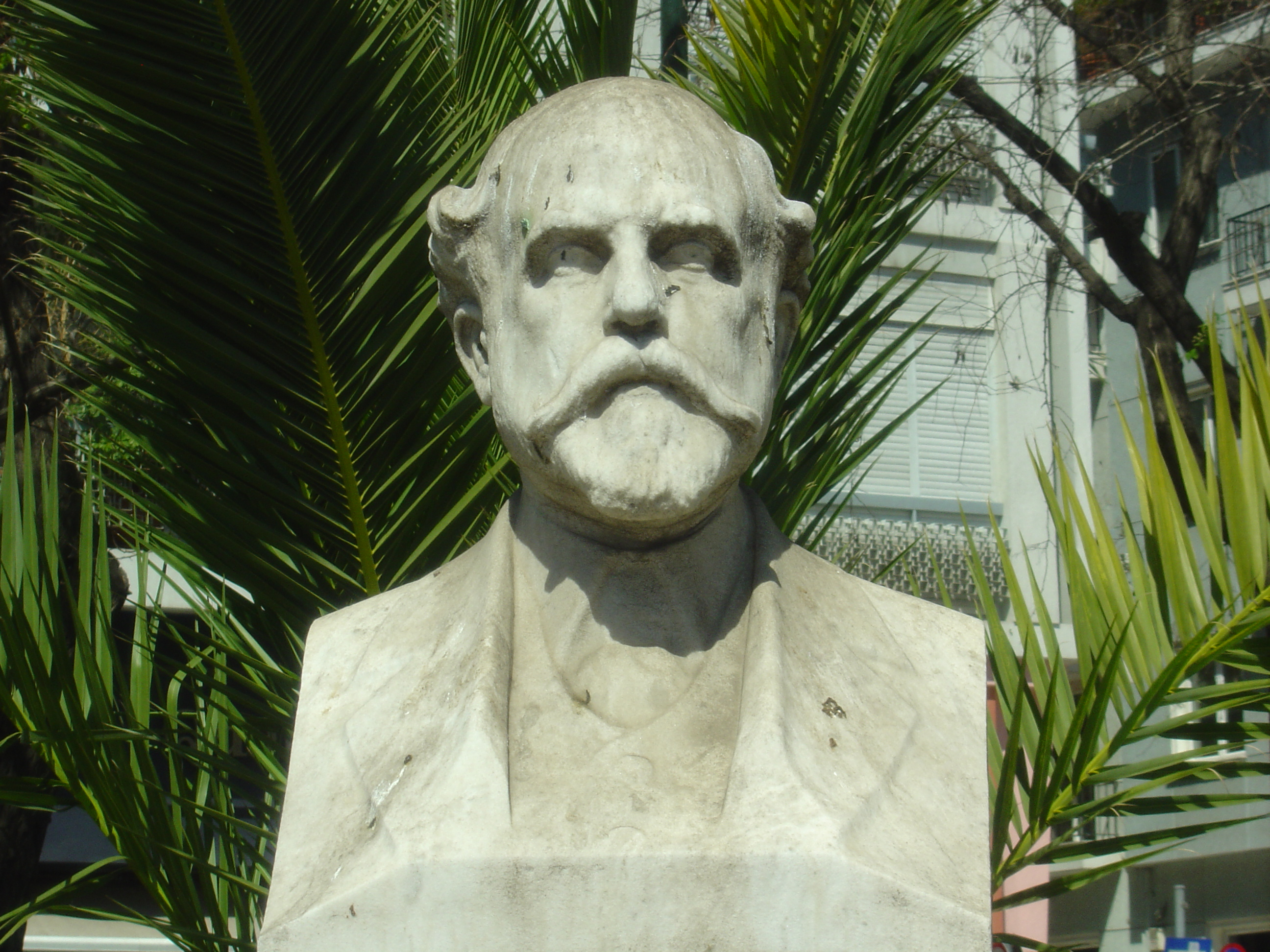
Büste des Dichters Lorenzo Mavilis (Bildhauer Peter Roubos, Athen – Mavili-Platz)

Lorenzo Mavilis oder Lorenzos Mavilis (griechisch Λορέντζος Μαβίλης, * 6. September 1860 in Ithaka; † 29. November 1912 in Drisco bei Ioannina) war ein griechischer Gelehrter, Dichter, Schachkomponist, Parlamentarier und Freiheitskämpfer.

## Leben
Lorenzo Mavilis lebte überwiegend auf Korfu. Er studierte ab 1877 Jura in Athen und lebte später zwölf Jahre lang in Deutschland, wo er seine Studien u. a. in München und Freiburg fortsetzte. In Freiburg war er Mitglied des Corps Suevia. Zu seinen Studienfächern gehörten auch Philologie und Philosophie. Stark beeinflusst wurde er durch die Schriften von Immanuel Kant und Arthur Schopenhauer. Darüber hinaus lernte Mavilis Sanskrit, Indisch, Latein, Deutsch, Italienisch, Französisch, Englisch und Spanisch. 1896 nahm er als Freiwilliger an der Revolution auf Kreta teil und wurde verwundet. Ab 1910 war er Parlamentsabgeordneter für Korfu. Mavilis fiel im Krieg von 1912 in Drisco bei Ioannina.

## Werk
Als Dichter schrieb er 58 Sonette, Romane und war umfassend als Übersetzer tätig. Sein dichterisches Werk wird der ionischen Schule zugeordnet. Er übersetzte die Werke von Johann Wolfgang von Goethe, Friedrich Schiller, Ludwig Uhland, George Gordon Byron, Schelley Tennyson, Dante Alighieri und Giacomo Leopardi.

## Schachkunst
Mavilis war während seines Studienaufenthaltes in Deutschland Mitglied des Akademischen Schachclubs München, wo er als Dr. Greco in Erscheinung trat. Er beteiligte sich an zahlreichen Münchener Lokalturnieren, außerdem an den bedeutenden Hauptturnieren 1887 in Frankfurt am Main und 1889 in Breslau, sowie am Bayerischen Schachkongress in Regensburg 1890, dessen Hauptturnier Mavilis mit 6,5 aus 9 vor Kürschner und Steif gewann.
Mavilis gilt als erster bedeutender griechischer Schachkomponist. Seine ältesten bekannten Aufgaben stammen aus den 1890er Jahren.
|   | a | b | c | d | e | f | g | h |   |
| 8 |   |   |   |   |   |   |   |   | 8 |
| 7 |   |   |   |   |   |   |   |   | 7 |
| 6 |   |   |   |   |   |   |   |   | 6 |
| 5 |   |   |   |   |   |   |   |   | 5 |
| 4 |   |   |   |   |   |   |   |   | 4 |
| 3 |   |   |   |   |   |   |   |   | 3 |
| 2 |   |   |   |   |   |   |   |   | 2 |
| 1 |   |   |   |   |   |   |   |   | 1 |
|   | a | b | c | d | e | f | g | h |   |

Lösung:
1. Df3–h1! (Es drohen jetzt zwei Mattfortsetzungen: 2. Da1+ Tc3 3. Dg1 matt, sowie 2. Dxh8+ Tg7 3. Dxg7 matt. Auf 1. … Txc6 folgt 2. Dg1+ Kc3 3. Da1 matt.) 1. … Td7–g7 2. Dh1xd5+ (Das Damenopfer funktioniert nur bei der Ablenkung des Turmes von d7.) 2. … Kd4xd5 3. Tc6–d6 matt (Falls 2. … Tc5xd5 3. Tc6–c4 matt; falls 2. … Kd4–c3, so 3. Dd5–e5 matt)